# Emil Hasenjäger
Emil Heinrich Rudolph Hasenjäger, auch in der Schreibweise Hasenjaeger (* 30. Juli 1838 in Stargard, Provinz Pommern; † 28. Dezember 1915 in Düsseldorf), war ein deutscher Architekt der Schinkelschule und Baubeamter.

## Leben

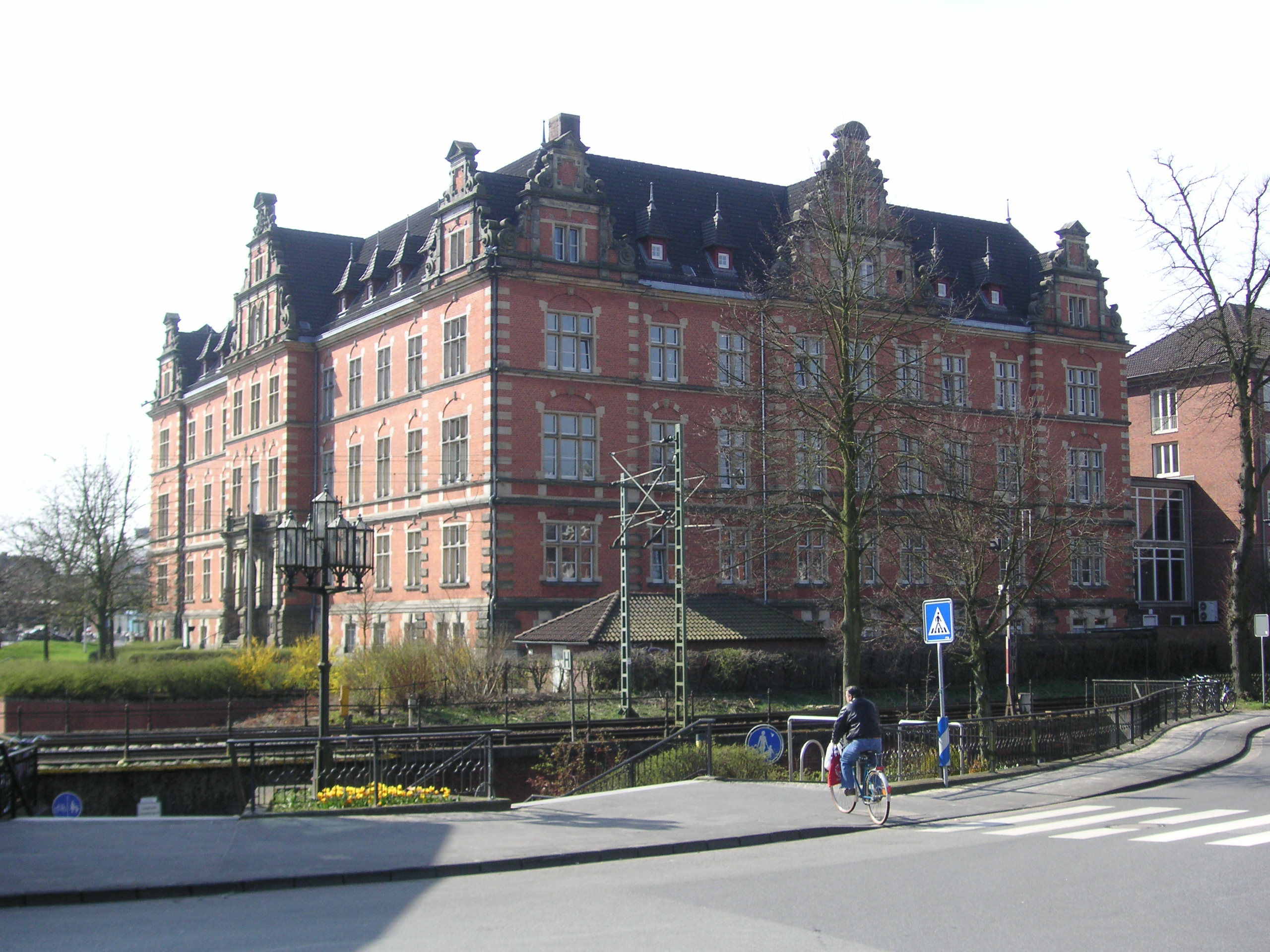
Regierungsgebäude in Stade

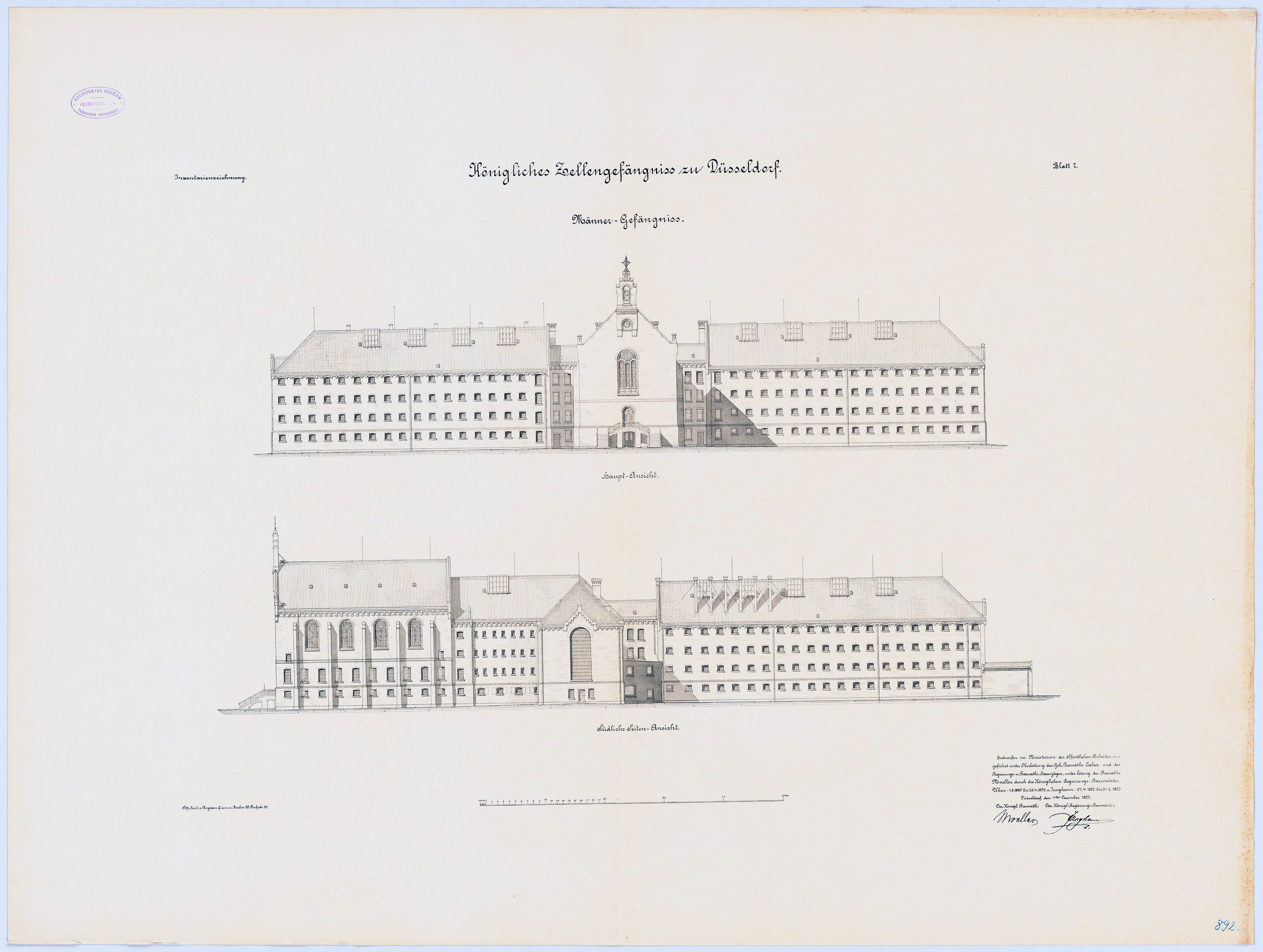
Ansichtszeichnungen für das Königliche Zellengefängnis zu Düsseldorf, 1893, Architekturmuseum der Technischen Universität Berlin

Hasenjäger wurde 1838 als ältester von drei Söhnen des evangelischen Lederfabrikanten Ludwig Wilhelm Hasenjaeger in Stargard in Pommern geboren. Er besuchte die städtische Realschule und das Königliche Gymnasium seiner Vaterstadt. Nach einer Zeit als Bauführer der Regierung Stettin, die ihn 1863 in ihre Dienste nahm, studierte er an der Berliner Bauakademie, wo er im November 1868 das Baumeisterexamen ablegte.
In Breslau leitete er bis Mitte April 1873 den Neubau des Empfangsgebäudes der Breslau-Schweidnitz-Freiburger Eisenbahn nach ursprünglichen Plänen von Walter Kyllmann und Adolf Heyden, ehe er bis Juni 1875 Neubauten der Universität Breslau errichtete, etwa das Pathologische Institut der Augenklinik (Zahnärztliches Institut) und das Zoologische Institut. Im März 1880 wurde er Landbauinspektor der Regierung Breslau. Im November 1883 wechselte er als Ortsbaubeamter und Universitätsbaubeamter nach Königsberg (Preußen). Anfang 1886 zum Regierungs- und Baurat ernannt, trat er in die Dienste der Regierung Stade. In dieser Funktion errichtete er nach Plänen von Karl Friedrich Endell in historistischen Formen der niederländischen Renaissance das Regierungsgebäude von Stade. Als Regierungs- und Baurat wechselte er 1889 zur Regierung Gumbinnen und im September 1890 zur Regierung Düsseldorf, wo er die Errichtung der Justizvollzugsanstalt Ulmer Höh’ in Angriff nahm. Als gefragter Berater für bautechnische Angelegenheiten berief ihn die Kunstakademie Düsseldorf in ihr Kuratorium. Im Dezember 1893 wurde er zum Geheimen Baurat ernannt. 1896 erhielt er den Roten Adlerorden 4. Klasse. Im Alter von 65 Jahren trat er zum 1. Januar 1904 in den Ruhestand. Hierzu erhielt er Ende 1903 den Roten Adlerorden 3. Klasse mit Schleife verliehen. Fortan nutzte er die Zeit mit seiner Familie für ausgedehnte Reisen nach Italien, insbesondere zu einem längeren Aufenthalt in Rom.
Der Historiker Georg Friedrich Preuß war Hasenjägers Schwiegersohn.